# Табаяма
Табаяма (яп. 丹波山村 Табаяма-мура) — село в Японии, находящееся в уезде Китацуру префектуры Яманаси. Площадь села составляет 101,55 км², население — 595 человек (1 августа 2014), плотность населения — 5,86 чел./км².

## Географическое положение
Село расположено на острове Хонсю в префектуре Яманаси региона Тюбу. С ним граничат города Косю, Титибу, посёлок Окутама и село Косуге.

## Население
Население села составляет 595 человек (1 августа 2014), а плотность — 5,86 чел./км². Изменение численности населения с 1980 по 2005 годы:
| 1980 | 1197 чел. |  |
| 1985 | 1149 чел. |  |
| 1990 | 1037 чел. |  |
| 1995 | 981 чел.  |  |
| 2000 | 866 чел.  |  |
| 2005 | 780 чел.  |  |

## Символика
Цветком села считается Rhododendron dilatatum, птицей — Emberiza cioides.